# Басманный районный суд города Москвы
Басманный районный суд города Москвы — районный суд Москвы, в территориальной подсудности которого находится Басманный район Центрального административного округа города.
В силу местоположения Басманного районного суда (центр Москвы) под его юрисдикцию подпадал и подпадает ряд «громких» и резонансных уголовных и гражданских дел, что выделяет его среди прочих районных судов. В связи с важностью для власти судебных решений по таким делам со временем решения стали выноситься выгодные для властей, но явно противоречащие законности и предшествующей судебной практике. В связи с этим название суда стало основой для устойчивого выражения басманное правосудие, характеризующего конкретный судебный процесс или судебную систему России в целом как удобные для властей, но идущие вразрез с законностью.
Считается, что это один из самых охраняемых районных судов в России.
С 18 августа 2023 года находится под санкциями Канады (включён в список вместе с Хамовническим судом и Мосгорсудом).

## История
Создан Федеральным законом от 2 июля 2003 года № 88-ФЗ вместо упразднённого Басманного межмуниципального (районного) народного суда Центрального административного округа г. Москвы, также прежнее название суда — Бауманский районный суд города Москвы. Несмотря на название и территориальную подсудность, здание суда расположено в соседнем Красносельском районе Центрального административного округа.
9 сентября 2009 года были досрочно прекращены полномочия судьи Басманного суда Елены Ярлыковой, которая ранее рассматривала уголовные дела ЮКОСа. Помимо этого, санкционировала арест бывшего руководителя Главного следственного управления Следственного комитета при прокуратуре РФ Дмитрия Довгия. Прекращение полномочий Ярлыковой было произведено квалификационной коллегией судей Москвы по представлению председателя Мосгорсуда Ольги Егоровой из-за того, что Ярлыкова освободила из-под стражи в зале суда не того обвиняемого 2 июля 2009 года. Сама Ярлыкова утверждала, что сделала это по ошибке.

## Судьи
- Вырышева, Ирина Владимировна (председатель суда с 22 октября 2015 года).
- Графова, Галина Аркадьевна (заместитель председателя суда с 4 января 2004 года).
- Карпов, Артур Геннадьевич (судья с 12 июня 2007 года по январь 2021 года).
- Борисова, Кристина Петровна (судья с 9 июня 2010 года).

## Громкие и резонансные дела
В 2014 году по делу «Ив Роше» Басманный суд в составе Карпова А.Г. изменил меру пресечения оппозиционному политику Алексею Навальному с подписки о невыезде на домашний арест.
Басманный суд рассматривал дело об авиакатастрофе Falcon 50 в ночь с 20 на 21 октября 2014 (в 23:57) в московском аэропорту «Внуково».
7 декабря 2015 года Басманный суд приговорил к трём годам колонии оппозиционного активиста Ильдара Дадина за участие в несогласованных акциях протеста. СМИ тогда сообщали, что выносившая приговор (первый в России по новой «дадинской» статье 212.1 УК РФ) судья Наталия Дударь в 2012—2013 годах неоднократно продлевала сроки содержания под стражей обвиняемым в массовых беспорядков во время протестов на Болотной площади 6 мая 2012 года. Кроме того, она участвовала в деле бывшего вице-президента ЮКОСа Василия Алексаняна и вошла в составленный «Новой газетой» список людей, которые «способствовали его смерти» (в СИЗО у Алексаняна обнаружили ВИЧ, он практически ослеп, заболел раком печени и туберкулёзом; тем не менее, с апреля 2006 по декабрь 2008 он оставался под стражей).
В  2016 году Басманный суд по делу «Кировлес» арестовал губернатора Кировской области Никиту Белых, вышедшего на свободу лишь в июне 2024 года. В том же 2016 году Басманный суд постановлением за подписью Карпова А.Г. отправил под домашний арест главы Минэкономики Алексея Улюкаева. Продолжением процесса по «Делу Магницкого» стало то, что в 2019 году Басманный суд в том же составе санкционировал арест иностранного инвестора – основателя компании Baring Vostok Майкла Калви, подозревавшегося в хищении 2,5 млрд руб. из средств кредитного учреждения под видом сделки с акциями. В 2020 году тем же судьей Басманного суда А.Г. Карповым был арестован губернатор Хабаровского края Сергей Фургал. В 2020 г. Басманный суд в составе Карпова А.Г. отправил в СИЗО бывшего заместителя директора ФСИН России Валерия Максименко, обвиняемого в злоупотреблении должностными полномочиями, а также продлил арест Михаила Абызова, бывшего министра "Открытого правительства".
24 марта 2024 года в Басманный районный суд Москвы доставили предполагаемых участников теракта в «Крокус Сити Холле», они были заключены под стражу.

## Здание
Здание 2-х этажное, 1877 года постройки, кирпичное.

## В массовой культуре
- Известен проведением громких и спорных судебных процессов по продлению срока содержания под стражей (в частности по делу Михаила Ходорковского), вызвавших резкую критику ряда российских правозащитников и журналистов, а также некоторых представителей мирового сообщества в адрес России. Вследствие этого сформировалось устойчивое выражение басманное правосудие, которое используется некоторыми обозревателями как негативная оценка того или иного суда или всей системы правосудия в России[6][7].
- В песне Тимура Шаова «Свободная Частица»[21]: Закон Кулона не объявишь вне закона, —
Ну разве что через Басманный суд.